# Bicknell, Indiana
Bicknell är en stad (city) i Knox County i Indiana. Vid 2010 års folkräkning hade Bicknell 2 915 invånare.